# Oberriet
Oberriet is een gemeente en plaats in het Zwitserse kanton Sankt Gallen op ca. 420 meter hoogte en maakt deel uit van het district Rheintal. Oberriet telt ca. 8600 inwoners (2014).
Op 31 juli 1982 werden in Oberriet twee Zwitserse meisjes van 15 en 17 jaar tijdens een meerdaagse fietstocht door Appenzell vermoord. Deze moord baarde veel opzien.

## Geboren
- Johann Baptist Weder (1800-1872), advocaat, redacteur, rechter, bestuurder en politicus